# Berguème
Berguème est un hameau de la commune de Tenneville dans la province de Luxembourg, en Région wallonne (Belgique). Avant la fusion des communes de 1977, Berguème faisait déjà partie de la commune de Tenneville.

## Situation
Situé en dehors des grands axes routiers, ce hameau d'Ardenne se situe en rive gauche et sur le versant nord de l'Ourthe occidentale entre les hameaux d'Ortheuville situé en amont et Wyompont situé plus en aval de l'Ourthe. La route secondaire qui traverse la localité (quelques habitations disséminées) s'appelle simplement 'Berguème'. Le hameau se trouve à 3,5 km au sud-est de Tenneville.

## Patrimoine
- Un terrain de camping - dit 'du pont de Berguème' - se trouve à l'ouest du hameau, et au bord de l'Ourthe occidentale.